# Karakinoszok
Karakinoszok, Samnium kicsiny néptörzse annak legészakibb részén, fővárosa Aufidena (a mai Alfidena és Castel del Sangro között). idősebb Plinius ír róluk néhány sort.